# 河野夏紀
河野 夏紀（こうの なつき、1967年7月4日 - ）は、元中部日本放送のアナウンサー。

## 来歴
1990年に中部日本放送入社。同期に同局アナウンサーの伊藤敦基と元同局アナウンサーの柳川薫がいる。
1997年3月に中部日本放送を退社した後はイギリスへ移住していたが、2010年にかつての後輩アナウンサーである加藤千佳や原元美紀との再会を果たしている。
小学生、中学生時代はサッカーをやっており、ポジションはフォワードだった。

## 過去の担当番組

### テレビ番組
- ミックスパイください（アシスタント、「Nakkyの勘勘天国」担当）
- これでいいのダ?
- グランパスTV
- ビッグモーニング